# 2-Metil-5-hidroksitriptamin
2-Metil-5-hidroksitriptamin (2-Metilserotonin, 2-Metil-5-HT) je triptaminski derivat koji je blisko srodan neurotransmiteru serotonin. On deluje kao umereno selektivan agonist  receptora.

## Literatura
1. ↑  Elz S, Zimmermann H, Rehse K (1993). „Selectivity of sterically fixed tryptamine and 5-methoxytryptamine derivatives for serotonin receptor subtypes, II: Structure-activity relationships and in vitro pharmacology of N-alkyl- and N,N-dialkyl-3- indolylbicyclo-[2.2.1]-heptane-2-amines.”. Arch Pharm (Weinheim). 326 (11): 893—899. PMID 8274071. doi:10.1002/ardp.19933261110.
2. ↑  Craig DA, Eglen RM, Walsh LK, Perkins LA, Whiting RL, Clarke DE (1990). „5-Methoxytryptamine and 2-methyl-5-hydroxytryptamine-induced desensitization as a discriminative tool for the 5-HT3 and putative 5-HT4 receptors in guinea pig ileum.”. Naunyn Schmiedebergs Arch Pharmacol. 342 (1): 9—16. PMID 2402303.
3. ↑  Glennon RA, Dukat M, Westkaemper RB (01. 01. 2000). „Serotonin Receptor Subtypes and Ligands”. American College of Neurophyscopharmacology. Приступљено 11. 04. 2008.

|  | Molimo Vas, obratite pažnju na važno upozorenje u vezi sa temama iz oblasti medicine (zdravlja). |